# Jan Schreuder
Jan Julius Schreuder (Hamburg, 12 februari 1704 - Batavia, 17 januari 1769) was van 1740 tot 1749 directeur van de VOC handelspost Suratte en van 1756 tot 1761 de 30e gouverneur van Ceylon.

## Biografie
Schreuder was de zoon van Jacob Schreuder en Geertruida Kennemers en was geboren in Hamburg. Hij werd uitgezonden door de VOC voor de VOC-kamer Amsterdam en arriveerde in 1727 als soldaat op het schip de Prattenburg in Indië. Hij verbleef tot 1740 in Batavia waar hij een opzienbarende carrière maakte. Overgegaan in civiele dienst werd hij in 1733 pakhuisboekhouder. In oktober 1734 werd hij benoemd tot onderkoopman. 24 juni 1736 werd hij factuurhouder op het Negotie Comptoir als koopman. 25 april 1738 negotie-boekhouder. Een jaar later werd hij benoemd tot tweede opperkoopman van het Kasteel Batavia, in eerste instantie op proef, daarna vast. 28 december 1739 werd hij eerste opperkoopman en kapitein van de pennisten (klerken en schrijvers).

### Directeur van Suratte

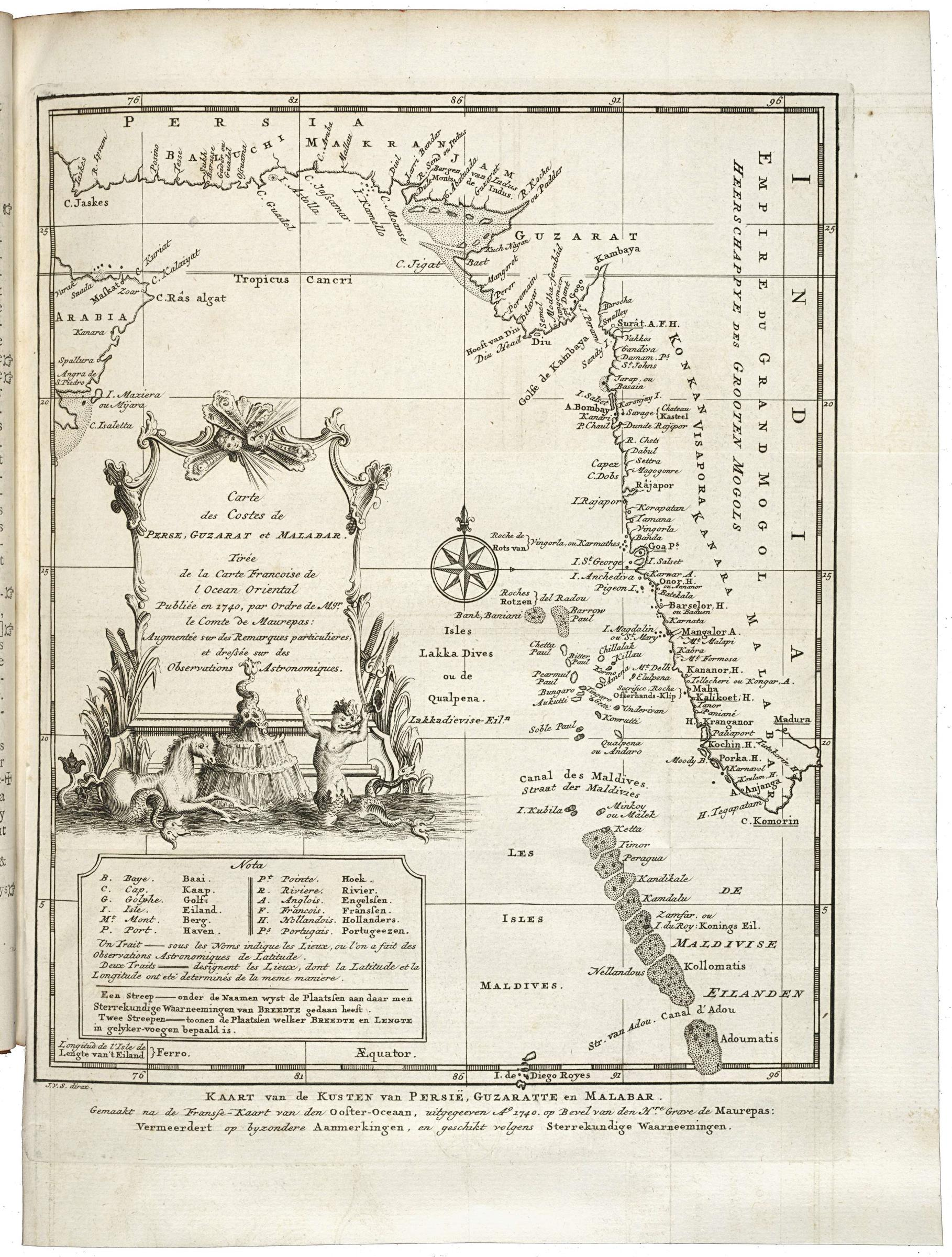
Het handelsgebied rond Suratte in 1747

Op 23 mei 1740 werd Schreuder aangesteld als directeur van de VOC handelsvestiging Suratte in Noordwest-India, als vervanger van Pieter Laurens Phoonsen. Deze was door zijn eigen politieke raad beschuldigd van verduistering en gevangen gezet. Met hulp van Indiërs was hij ontsnapt en naar de Britten in Bombay gevlucht, waar hij een paar jaar later overleed. Schreuder deed op verzoek van Batavia uitgebreid onderzoek naar deze zaak. De handelsvestiging was aan het begin van de zeventiende eeuw gesticht in deze havenplaats, enkele kilometers landinwaarts aan de Tapti rivier gelegen, om producten uit het achterland te verhandelen: indigo voor de Europese markt en manufacturen voor de specerijenhandel in de Molukken. De VOC profiteerde aanvankelijk van de groeiende handel vanuit deze stad met de Perzische en Ottomaanse rijken aan de overkant van de Arabische Zee, maar door onrust in zowel de afzetgebieden als het achterland, door het wegvallen van het centraal gezag van het verkruimelende Mogolrijk, en goedkopere alternatieven voor de handelsproducten uit Bengalen en West-Indië, nam de handel sterk af. Ook de VOC handelsvestiging werd verliesgevend, waarop in 1740 de Heren XVII de Hoge Regering in Batavia ter overweging gaven de handelsvestiging Suratte te sluiten. Schreuder was het hier niet mee eens, en met diverse maatregelen wist hij de factorij weer succesvol te maken. De export, voor meer dan de helft bestaand uit edelmetaal verdiend met de verkoop van specerijen, benaderde rond 1750 de beste perioden uit de 17de eeuw.
Schreuder had inmiddels al twee echtgenotes overleefd. Eerst Johanna de la Fontaine, en daarna Maria Lammens, waarmee hij op 14 mei 1737 in Batavia trouwde en die 26 januari 1738 in het kraambed op haar 28e stierf. Zij had op weg naar Batavia samen met haar zus een dagboek bijgehouden dat in 1996 is uitgegeven. In Suratte trouwde Schreuder voor de derde keer, met de aan de Kaap de Goede Hoop geboren Bastiana Theodora de le Boucq. Ook zij was al twee keer weduwe. In mei 1743 stierf ook zij, nog geen 35 jaar oud, een week na de geboorte van een dochter, Susanna Engelberta.

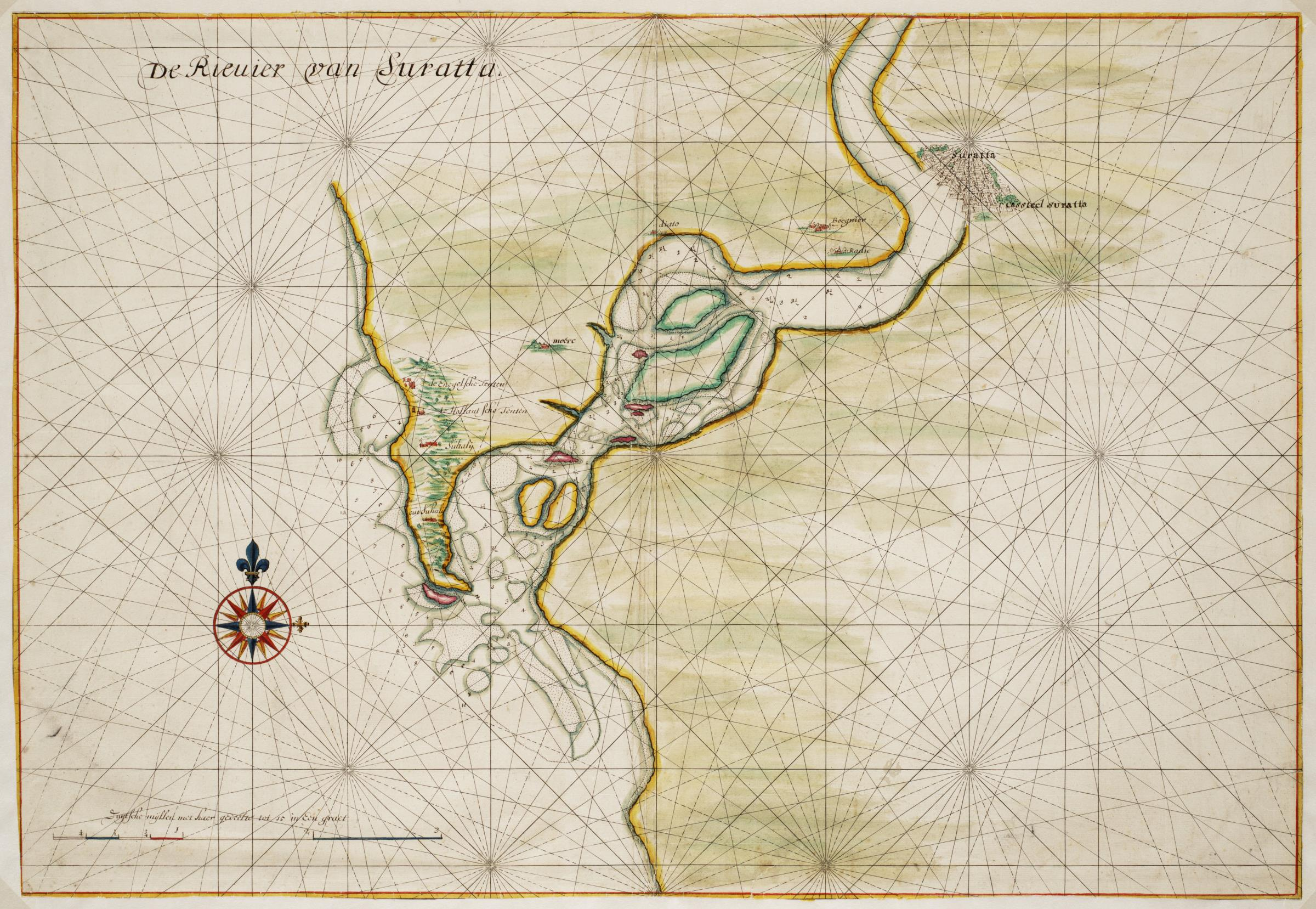
Suratte aan de rivier, die steeds verder dicht slibde. Handelswaar moest in kleine boten tussen de zeeschepen en de stad vervoerd worden.

Schreuder was een groot voorstander van het toestaan van particuliere handel in Azië omdat hij zag dat het succes van de Britten in Bombay vooral daaraan te danken was. De Britse Oost-Indische Compagnie was in tegenstelling tot de VOC nooit verder gekomen dan handel tussen Azië en Europa, zodat op de inter-Aziatische markt ruimte lag voor particulier initiatief. De ambitie, ijver en concurrerend vermogen van de Britse 'country traders' kwamen uiteindelijk ook de Britse compagnie ten goede. Ook gaven Indiase handelaren aan hen als zakenpartners de voorkeur. De liberale maatregelen van gouverneur-generaal Van Imhoff in 1743 vond Schreuder niet ver genoeg gaan. Deze maakte bij vrijhandel door VOC-medewerkers een uitzondering voor de meest winstgevende producten; specerijen en Japans koper. Alle gezaghebbers van de voornaamste handelsposten moesten van de Raad van Indië hun 'consideratiën' geven over hoe de nieuwe maatregelen het meeste profijt voor de Compagnie zouden kunnen opleveren, 'een ijder met relatie tot het zijne'. Schreuder schreef in 1746 zijn 'Consideratiën over den opengestelden vrijen vaart en handel, hoedanig die in Souratta zal konnen gereguleert worden, met eenige aanmerkingen over het gepermitteerde goed der schepelingen. Door den Directeur overgegeven aan den Raad van Politie te Souratte', waarin hij schrijft: 'De vrije handel is zekerlijk de natuurlijkste van alle manieren waar na hedendaags de koophandel gedreven word', maar tegelijkertijd de contradictie ziet in het verzoek van de Raad, en vaststelt dat om de vrijhandel zodanig te reguleren dat de Compagnie er zoveel mogelijk profijt van heeft, zonder diezelfde vrijhandel te schaden, men veel kennis nodig heeft van zowel de handel in het algemeen, de handel van de Compagnie en de handel van de Compagnie in Souratte. Zijn Consideratiën zijn een pleidooi voor de handel, niet alleen als 'core business' van de VOC, maar als voornaamste bron van welvaart van een land.
Schreuder had diverse aanvaringen met de Britten die, verontrust door Van Imhoffs maatregelen, de Nederlanders actief begonnen te dwarsbomen en aan te sporen naar hen te deserteren. Ook beschikten ze over een aanzienlijke militaire macht, waarmee ze in 1747 succesvol intervenieerden in de strijd om de opvolging van Surattes overleden heerser. Indiase troepen bleken niet opgewassen te zijn tegen Europese tegenstanders en de Britten konden hun protegé, Mia Achund, aan de macht helpen ten koste van die van de VOC, Safdar Kahn. Tijdens de strijd was een groot deel van de stad in puin gelegd. Door Batavia werd Schreuder aanbevolen 'de gangen der Engelschen wel met de uyterste voor- en omsigtigheyd gade te slaan, maar egter hare onderneemingen meer te tragten onder de hand als in't openbaar te verijdelen, en ook bij hun brieven en geschriften teegen haar zich van geen scherpe uytdrukkings te bedienen'. Na Schreuders vertrek uit Suratte, op 29 augustus 1749, na herhaaldelijk om aflossing gevraagd te hebben, zou het Nederlandse aandeel in de handel in de regio alleen maar minder worden.

### Terug in Batavia
Terug in Batavia trouwde Schreuder voor de vierde keer, met Clara de la Haye. In december 1751 werd een zoon, Cornelis Valentijn, geboren. In 1752 werd hij benoemd tot president van het college van huwelijks- en kleine gerechtszaken en tot curator van het seminarium. Ook kwam hij in de directie van de 'Bank-courant', een in juni opgerichte spaar- en leenbank (naar voorbeeld van de wisselbanken in Nederland) ten behoeve van particuliere handel door de inwoners van Batavia. Op 30 oktober 1753 werd hij ontvanger-generaal, verantwoordelijk voor het administreren van alle financiën van de Raad van Indië. Op 30 mei 1755 werd hij benoemd tot extra-ordinair lid van de raad en ging deelnemen aan de vergaderingen. Hij woonde toen riant in een huis met een grote tuin, 'geleegen beoosten Batavia tusschen de Groote Revier ende Jacatraase Heere Wegh'.

### Gouverneur van Ceylon

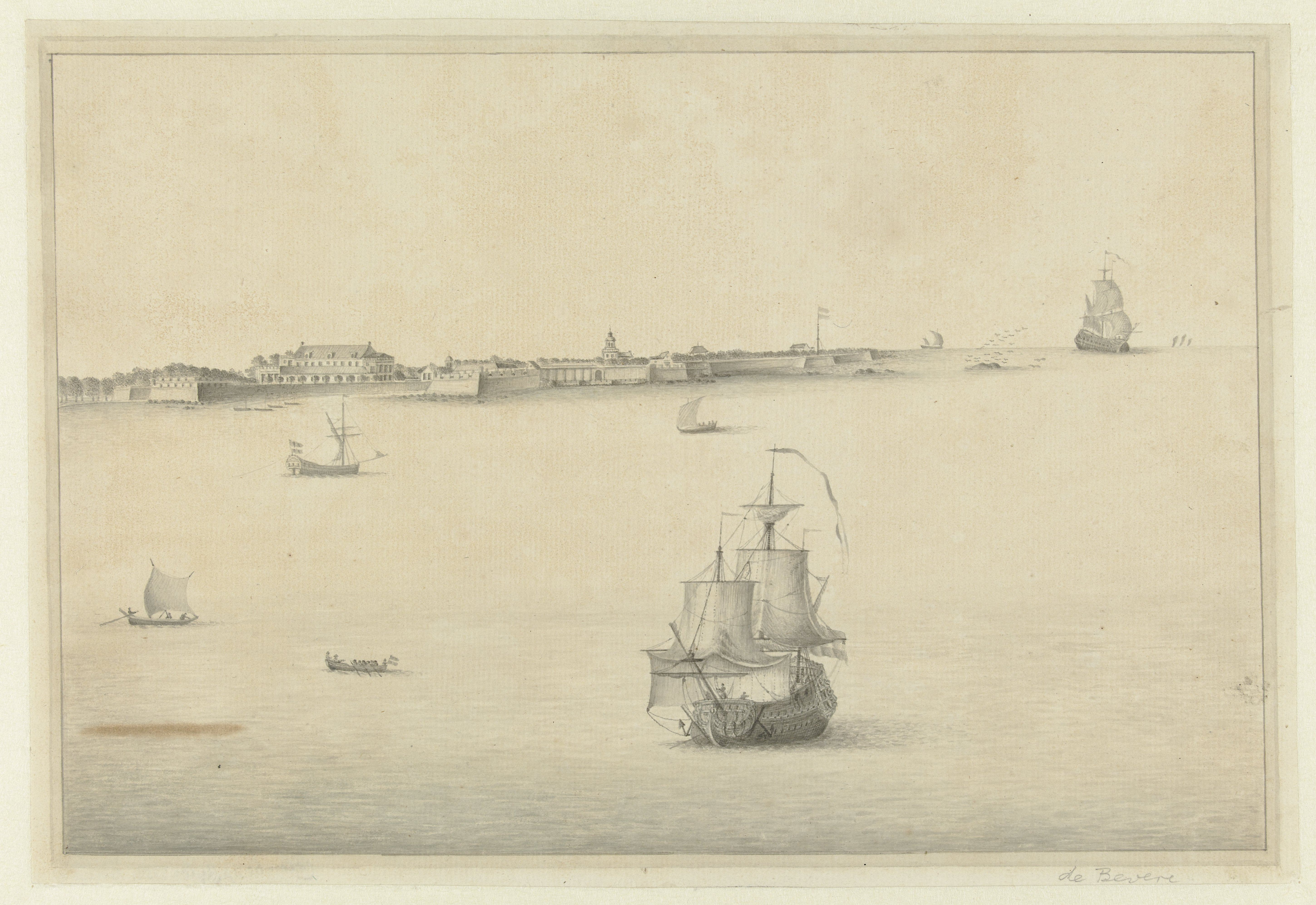
Gezicht op Colombo in 1755

Op 18 juni 1756 volgde hij Joan Gideon Loten op als gouverneur van Ceylon. Op grond van zijn prestatie in Suratte werd veel van hem verwacht, maar zijn politiek verschilde niet veel met die van zijn voorgangers. De bevolking van Ceylon werd bij Schreuders aantreden al jaren lang geteisterd door droogte waardoor een tekort aan rijst en andere producten ontstond. Ook leed de bevolking onder de onderdrukking door inlandse hoofden en de diverse belastingen van de VOC, onder andere op arecanoten en kokosnoten die een belangrijke inkomstenbron waren. Schreuder werd aangezet door de Hoge Regering om de inkomsten te vergroten. Daar kaneel een van de belangrijkste producten was, en Ceylon vanwege het monopolie op dit product vooral in de jaren 1750 voor de VOC uiterst winstgevend was, ging Schreuder, meer dan in het verleden, het in cultuur brengen van land waar kaneel in het wild groeide tegen. Hogere boetes werden gesteld op het vernietigen van kaneelbomen door boeren die niet tot de chalia kaste behoorden, met hun exclusieve kaneelschilprivilege, en daarom de voorkeur gaven aan de voor hen rendabelere kokospalmen, die arak en betelnoten leverden. Schreuders ijver in de kaneelproductie werd veel geprezen door de Raad van Indië, maar zijn voorstel om de kaneelverbouw vrij te geven en aantrekkelijker te maken door de boeren er een vaste prijs voor te betalen werd afgewezen.
De klachten van de bevolking in de Compagniesgebieden werden na de onlusten in de kaneellanden bij Matara in 1757 onderzocht door Abraham Samlant, hoofdadministrateur van Colombo. In 1758 werden daarop maatregelen getroffen ter voorkoming van de vele wanpraktijken van de inheemse bestuurders.
In november 1758 vertrok Schreuders zoon Cornelis Valentijn naar Nederland voor een opleiding. Hij zou hem nooit meer terugzien. De jaren daarna stierven twee kinderen vlak na de geboorte, en in maart 1760 stierf Susanna Engelberta, 16 jaar oud. Haar grafsteen is nog te zien in de Wolvendaalkerk in Colombo.
Schreuder verhoogde ook de belastingdruk op de plattelandsbevolking. Deze maatregelen en vooral ook de onmogelijkheid voor de lokale bevolking om rijst te verbouwen, waar een tekort aan was, leidde tot hardnekkige onlusten die langer duurden dan in het verleden. Het lijkt erop dat Schreuder de aard van de problemen en de ernst van de onlusten niet heeft onderkend. Een superioriteitsgevoel tegenover niet-Europeanen lijkt ten grondslag te liggen aan zijn onderschatting van de militaire capaciteiten van zijn tegenstanders. Van het nieuwe Europese militaire overwicht was Schreuder in Suratte zelf getuige geweest. Ook was die recent gebleken in de Carnatische oorlogen in Zuid-India, waar de Franse en Britse troepen echter vooral bestonden uit in Europa getrainde soldaten van de Franse en Britse staat, terwijl de VOC het met de eigen troepen moest doen.

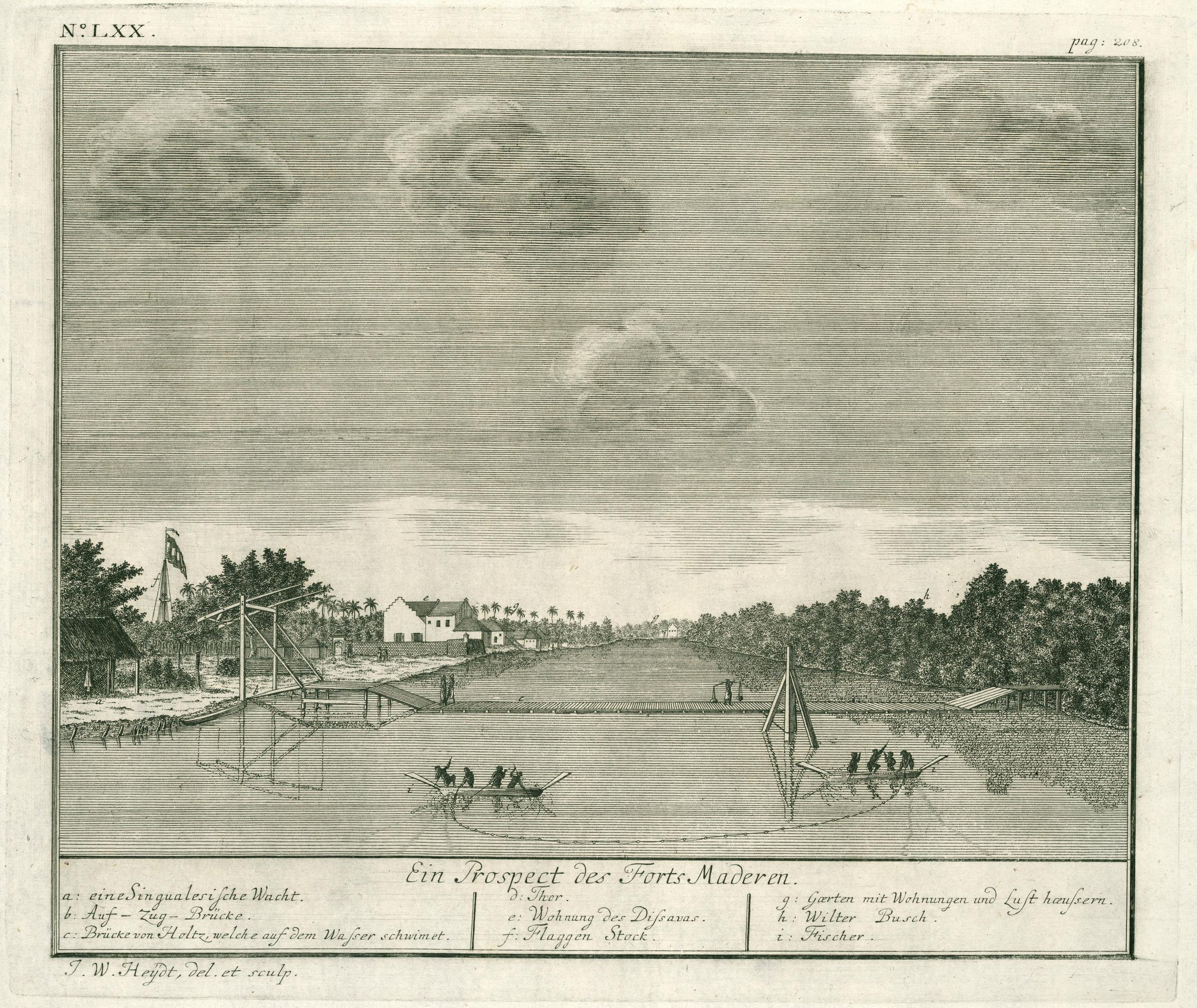
Matara rond 1740

De opstand viel samen met problemen aan het hof van Kandy. De koning, Kirti Sri Rajasingha, was afkomstig uit de hindoeïstische Nayak dynastie in Madoera. Ondanks zijn ijver om het boeddhisme te bevorderen vond er in 1760 een mislukte couppoging tegen hem plaats door een factie aan het hof die een prins uit het ook boeddhistische Siam op de troon wilde zetten: Krom Muen Tep Pippit (Kroempti Pippit in de VOC-bronnen). Dat de relatie van de VOC met Kandy verslechterde was volgens Schreuder vooral te wijten aan de 'naykers' uit Madoera. Zij waren op de hoogte van de dalende reputatie van de VOC in India ten opzichte van de Britten en de Fransen. De jaarlijkse ambassades naar Kandy met geschenken, en het 'tot walgens toe vleyen en carresseeren' van het hof bleken niet meer voldoende te zijn. Het hof voerde bij de Compagnie al jaren de druk op om de havens van Puttalam en Trincomalee open te stellen. Men wilde deel kunnen nemen aan de olifanten- en arekanotenhandel met India, en aan de parelvisserij in de Golf van Mannar. Toen daar niets van kwam begon men het schillen van kaneel en het transport van olifanten te dwarsbomen en de kaneelschillers op te stoken totdat, zo schreef Schreuder in maart 1762 in zijn Memorie: 'die kruyk, welke zolang te water gegaan heeft, en gaandeweg is begonnen lek te worden, alsnu geen water meer kon houden en door een grimmige stoot van het onvergenoegde Hoff in myne handen heeft moeten aan stukken breeken zonder dezelve, gelyk myne voorzaten nog hebben mogen doen, aan mijn vervanger te kunnen overgeven'. Hij beklaagde zich vooral over de geringe militaire aanwezigheid van de Compagnie, en vroeg zich af waarom de Nederlandse Republiek niet het voorbeeld van de Britse en Franse staten volgde, die hun compagnieën volop militaire steun verleenden, aangezien de handel 'een der sterkste zenuwen van een gemeene best' was. De Britse Oost-Indische Compagnie, die in India altijd slechts bij de gratie van het Mogolrijk in de marge had kunnen opereren, was hierdoor, na het verslaan van de Fransen, in staat dat rijk gestaag over te nemen toen het na de dood van keizer Aurangzeb uiteen begon te vallen.
Schreuder bestreed de onlusten met overigens weinig succesvolle militaire onderdrukking, wat Schreuder weet aan het tekort aan militairen hetgeen een voortdurend twistpunt was tussen Colombo, Batavia en Amsterdam. In 1761 escaleerde het aloude conflict met de koning van Kandy, Kirti Sri Rajasingha, over soevereiniteit van de kustprovincies waar de VOC uit naam van de koning volgens het Verdrag van Westerwold uit 1638 regeerde. Kandy zette de bevolking aan tot opstand en koos hun kant, waardoor een oorlog met Kandy ontstond. Hierin leed de VOC in maart diverse nederlagen, waaronder het verlies van het fortje in Tangalle aan de zuidkust, waardoor de Compagnie aanzienlijk aan gezag inboette onder de lokale bevolking, die als gevolg daarvan verder in opstand kwam. Ook veroverden de Kandianen het grensfort Hanwella ten oosten van Colombo, waarbij het garnizoen werd uitgemoord. Aan de zuidkust werd Matara belegerd en bestookt met kanonnen. Hier wist het garnizoen per schip te evacueren naar het nabijgelegen Galle. Matara werd door de Kandianen verwoest. Schreuder zag zich genoodzaakt de garnizoenen terug te trekken in de forten in en nabij Colombo, Galle en Jaffna. Galle was alleen nog over zee te bereiken. De Hoge Regering in Batavia zag dit als falen van Schreuder en verweet hem niet in staat geweest te zijn de vrede te bewaren door in dialoog te blijven met Kandy. Schreuders verweer was dat de dialoog met Kandy zinloos was.

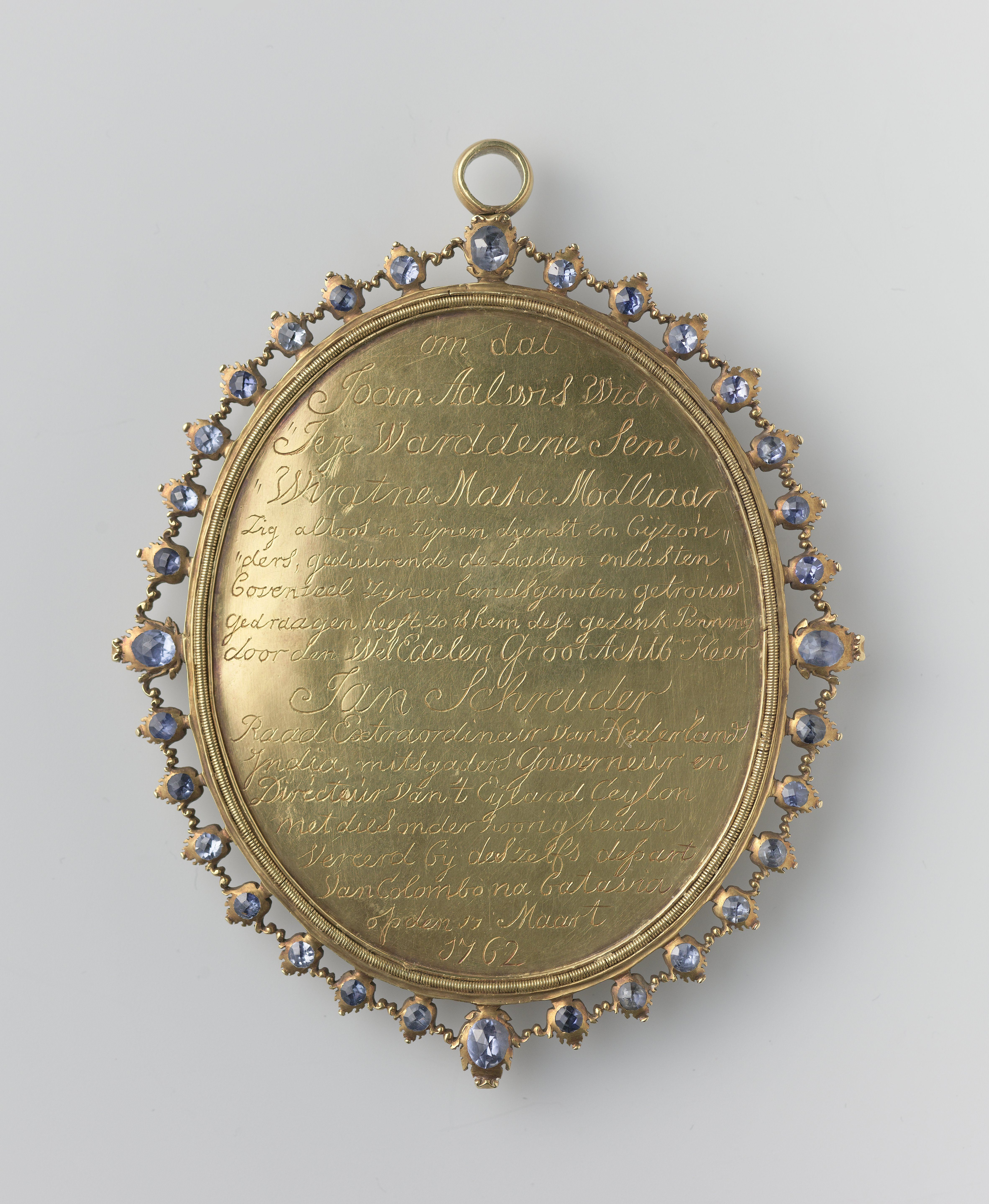
Gouden erepenning, door Jan Schreuder op 17 maart 1762 uitgereikt aan de Maha Mudaliyar Joan Aalwis Widjeje Warddene Senewiratne, omdat hij 'zig altoos in zijnen dienst in bijzonders, geduurende de laatsten onlusten, boven veel zijner landsgenoten getrouw gedragen heeft'.

Op 15 mei 1761 overleed in Batavia gouverneur-generaal Mossel. De Raad van Indië koos de in Colombo geboren Petrus van der Parra als zijn opvolger. Op 29 mei werd Schreuder teruggeroepen naar Batavia, maar daar wilde in de huidige situatie niemand het van hem overnemen. Van der Parra probeerde Reinier de Klerk zover te krijgen, omdat die vaak de 'beschrijving' (jaarverslag) van Ceylon had samengesteld, maar De Klerk deed een beroep op zijn lichamelijke gesteldheid en zijn gebrek aan kennis van het Tamil en Singalees. Uiteindelijk werd Lubbert Jan van Eck, gouverneur van Coromandel, en een vriend van De Klerk, tot Schreuders opvolger benoemd. Deze kreeg na veel aandringen ten langen leste voldoende troepen tot zijn beschikking en kon de oorlog met Kandy voor de VOC in gunstige zin beëindigen.

### Raad van Indië
Op 17 maart 1762 vertrok Schreuder met het schip Borsselen naar Batavia. Daar nam hij op 13 april weer zitting in de Raad van Indië in Batavia, vanaf 19 mei als ordinaris lid. In augustus 1764 werd hij ook president van de Weesmeesters. In de Raad bleef Schreuder het beleid ten opzichte van Ceylon zeer kritisch volgen, en bleef hij een groot voorstander van een harde militaire lijn tegenover Kandy. Hij vond dat de koning moest worden afgezet en het land verdeeld onder hofgroten, die als leenmannen van de Compagnie konden fungeren. Ook waarschuwde hij voor de groeiende macht van de Britten in India. Wat hem betreft was het doel 'eerst om alleen meester van Ceylon te zyn en te blyven met exclusie van alle andere natien'. Er waren daarom voldoende troepen, artillerie en schepen nodig, 'anders is het beeter niets te hebben en die kosten te spaaren'.
Schreuder had geen goede relatie met gouverneur-generaal Van der Parra, die hij in brieven naar Nederland beschuldigde van nepotisme. In oktober schreef hij met vijf andere raadsleden een 'Noodig Beright' over hem, waarin zij verklaarden dat 'alle voordeel gevende bedieningen met syne eigen magen en tributarissen vervult' waren. Ook met de benoeming van de secretaris van de raad Iman Willem Falck als opvolger van Van Eck, die in april 1765 na terugkomst van zijn veldtocht naar Kandy was overleden, was Schreuder het niet eens, om maar te zwijgen over diens vredesmissie. Hij vond Falck te onervaren en niet 'cordaat' genoeg.
Als raadslid schreef hij nog diverse verhandelingen: een beschrijving van Ceylon getiteld 'Enige berigten nopens het eiland Ceylon', een verhaal over zijn maatregelen tegen de pogingen van de koning van Kandy om een verbond met de Britten te sluiten, een stuk over de handel in Makassar. en twee 'Consideratiën': 'Over de instructiën voor den Gouverneur-Generaal en Directeur-Generaal, alsmede voor den Raden van Indië', gericht aan de Heren XVII, en 'Over den cours en de berekening der muntspecieën'.
Halverwege januari 1769 overleed Schreuder. Hij werd op 17 januari begraven in de Hollandse Kerk. Zijn vrouw Clara volgde hem in oktober. Naast zijn zoon Cornelis Valentijn, die in 1783 in Nijmegen overleed, had hij nog drie dochters: Wilhelmina, Geertruida en Christina, en een jongste zoon Joan Willem.
- Biografisch Portaal: 88563417
- Digitale Bibliotheek voor de Nederlandse Letteren: schr102